# Agustín Magaldi

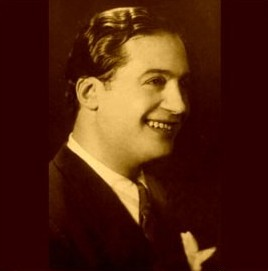
Agustin Magaldi

Agustín Magaldi Coviello (Casilda, 1 december 1898 - Buenos Aires, 8 september 1938) was een Argentijns tango- en milongazanger en componist. Zijn bijnaam was La voz sentimental de Buenos Aires (De sentimentele stem van Buenos Aires). Magaldi's populariteit was echter niet te vergelijken met die van Carlos Gardel.
Magaldi wordt geportretteerd in de musical "Evita". In deze musical heeft Magaldi een affaire met Eva Perón en brengt hij haar naar Buenos Aires. De waarheid achter deze gedramatiseerde versie van de gebeurtenissen wordt betwist.
- Biblioteca Nacional de España: XX1650736
- Bibliothèque nationale de France: cb139497691 (data)
- Gemeinsame Normdatei: 135287510
- International Standard Name Identifier: 0000 0001 1476 9601
- Library of Congress Control Number: n99038633
- MusicBrainz: 5b43f785-bbda-444c-814f-ca892e4ac972
- Système universitaire de documentation: 203634276
- Virtual International Authority File: 87390071
- WorldCat: E39PBJdx4bJfH3ccvJPDqTcHG3